# والریا لوئیزلی
والریا لوئیزلی (به انگلیسی: Valeria Luiselli؛ زادهٔ ۱۶ اوت ۱۹۸۳) نویسندهٔ مکزیکی ساکن ایالات متحده آمریکا است. او ابتدا در مقطع کارشناسی در دانشگاه ملی مکزیک فلسفه خواند و سپس در آمریکا و در دانشگاه کلمبیا تحصیلات خود را ادامه داد و دکتری ادبیات تطبیقی خود را در ۲۰۱۵ از این دانشگاه دریافت کرد.

## آثار
- اگر به خودم برگردم (مجموعه جستار)[۲]
- چهره‌هایی میان جمعیت (رمان)
- داستان دندان‌هایم
- به من بگو چطور تمام می‌شود: جستاری در ۴۰ پرسش
- بایگانی کودکان گم‌شده

والریا لوئیزلی علاوه بر کتاب‌هایی که به‌صورت انفرادی نوشته‌است، با دیگر نویسندگان و هنرمندان هم همکاری داشته و آثارش در مجموعه‌های بینارشته‌ای و ادبی متعددی دیده می‌شوند. کتاب اتاق کار یکی از آثار مشترک لوئیزلی محسوب می‌شود که نشر اطراف آن را به چاپ رسانده است.